# Nikita Kljukin
Nikita Sergejevitj Kljukin (ryska: Никита Сергеевич Клюкин), född 10 november 1989 i Rybinsk, Ryssland, död 7 september 2011 utanför Jaroslavl, Ryssland, var en rysk professionell ishockeyspelare som spelade för Lokomotiv Jaroslavl i KHL. 
Kljukin växte upp i Jaroslavl oblast. Han blev bronsmedaljör med Ryssland och näst bäste passningsläggare i JVM 2009 med åtta assist. 

## Död
Kljukin var den 7 september 2011 ombord på ett passagerarflygplan som kraschade i staden Jaroslavl klockan 16:05 MSK under en flygning mellan Yaroslavl-Tunoshna Airport (IAR) och Minsk-1 International Airport (MHP). Hans lag Lokomotiv Jaroslavl var på väg till en bortamatch i Minsk. Efter att planet lyfte från flygplatsen kunde det inte nå tillräckligt hög höjd och kraschade in i en ledning innan det störtade i floden Volga.